# Фред С. Робертс
Фред Стівен Робертс (англ. Fred Stephen Roberts; нар. 19 червня 1943) — американський науковець, професор математики в «Rutgers University» і колишній директор DIMACS.

## Біографія
Робертс мав ступінь бакалавра у Дартмутському університеті, а вчений ступінь отримав в університеті Стенфорда у 1968-му; його науковим керівником була Дана Скотт. Після роботи в університеті Пенсильванії, RAND і в інституті Поглиблених Досліджень він приєднався до науково-педагогічного складу Rutgers в 1972.
У 1984 і 1986 роках був віце-президентом SIAM (Society for Industrial and Applied Mathematics), а від 1996-го — директором DIMACS.

## Дослідження
Дослідження Робертсона стосуються комбінаторики і графічної теорії, а також їхнього застосування в моделюванні проблем в галузях соціальної науки і біології. Серед його внесків до чистої математики — запровадження поняття boxicity, мінімальний вимір якого потрібен для подання неорієнтованого графу, як графу перетинів осі паралельної коробки

## Книжки
Робертсон є автором і співавтором книг (Books authored by Fred S. Roberts):
- Discrete Mathematical Models, with Applications to Social, Biological and Environmental Problems, Prentice-Hall, 1976, ISBN 978-0-13-214171-0. Російський переклад, Наукаб 1986
- Graph Theory and its Applications to the Problems of Society, CBMS-NSF Regional Conference Series in Applied Mathematics 29, SIAM, 1987, ISBN 978-0-89871-026-7.
- Measurement Theory, with Applications to Decisionmaking, Utility, and the Social Sciences, Encyclopedia of Mathematics and its Applications 7, Addison-Wesley, 1979, ISBN 978-0-201-13506-0. Передруковано від Cambridge University Press, 2009.
- Applied Combinatorics, Prentice-Hall, 1984. 2nd edition (with B. Tesman), 2004, ISBN 978-0-13-079603-5. 3rd edition, Chapman & Hall, 2009. Китайський переклад, Pearson Education Asia, 2005 and 2007.

Він також редагував приблизно 20 томів

## Нагороди і заслуги
Робертс отримав приз ACM SIGACT у 1999. В 2001 він виграв Science and Technology Centers Pioneer, нагороду від Національного наукового фонду.  У 2003 DIMACS мали конференцію на тему застосування дискретної математики і теоретичної інформатики в честь шістдесятиріччя Фреда. В 2012 він став членом Американського математичного товариства